# テランガーナ・ガッダル映画賞
テランガーナ・ガッダル映画賞（テランガーナ・ガッダルえいがしょう、Telangana Gaddar Film Awards、略称：TGFA）は、インドの映画賞。テランガーナ州政府主催の映画賞であり、テルグ語映画を受賞対象としている。名称はテルグ語圏の著名な詩人・歌手であり、同時にテランガーナ人民戦線の指導者としてテランガーナ分離運動に貢献したガッダルに由来する。また、受賞者に贈られるトロフィーは、グントゥール在住のデザイナーであるラーマワト・ナーヤクがデザインしたものを採用している。

## 歴史
1964年にアーンドラ・プラデーシュ州政府が主催するナンディ賞が創設され、テルグ語映画を表彰する州映画賞として機能していたが、2016年を最後に受賞作品の発表がなくなり事実上廃止された。ムラリ・モーハンによると、2014年にテランガーナ州がアーンドラ・プラデーシュ州から分離したことをきっかけに、両州政府が協議した結果として映画賞が廃止されたという。ナンディ賞の廃止によりテルグ語映画を表彰する州映画賞がなくなり、業界関係者からは映画賞の復活を求める意見が相次ぎ、こうした声を受けて2025年1月にテランガーナ州首相のレーヴァント・レッディがナンディ賞に代わる映画賞を創設する政府方針を発表した。その後、5月29日にテランガーナ州副首相のマッル・バーッティ・ヴィクラマルカは新たな映画賞の名称が「テランガーナ・ガッダル映画賞」であることを明かし、第1回授賞式を6月14日に開催することを発表した。この日は2024年公開の映画作品の受賞者が発表されたほか、テランガーナ州が創設された2014年から2023年にかけての受賞作品も同時に発表された。一方、映画賞の名称の由来となったガッダルが毛沢東主義派の活動家だったことから、州議会野党のインド人民党から「悪しき前例になる」として批判の声が挙がっているほか、生涯にわたり反権力闘争に身を投じ、国家的な栄誉から距離を置いていたガッダルの名前を州映画賞に冠することに対して「ガッダルの名誉を毀損するものである」と批判する声も挙がっている。

## 映画賞

### 特別賞
NTRナショナル・アワード
N・T・ラーマ・ラオの名を冠した功労賞であり、長年にわたりインド映画の発展に貢献した俳優に贈られる。
パイディ・ジャイラージ賞
パイディ・ジャイラージの名を冠した功労賞であり、長年にわたりインド映画の発展に貢献した人物に贈られる。
ラグパティ・ヴェンカイアー賞
ラグパティ・ヴェンカイアー・ナイドゥの名を冠した功労賞であり、長年にわたりテルグ語映画の発展に貢献した人物に贈られる。
B・N・レッディ賞
B・N・レッディの名を冠した功労賞であり、長年にわたりテルグ語映画の発展に貢献した映画監督に贈られる。
ナギ・レッディ＝チャクラパニ賞
B・ナギ・レッディとチャクラパニの名を冠した功労賞であり、長年にわたりテルグ語映画の発展に貢献した映画プロデューサー、脚本家、技術者に贈られる。
カンタ・ラーオ賞
カンタ・ラーオの名を冠した功労賞であり、長年にわたりテルグ語映画の発展に貢献した俳優に贈られる。

### 長編映画賞
- 作品賞
- 国民統合・地域調和・社会向上に関する映画賞
- 環境・伝統・歴史に関する映画賞
- 健全な娯楽に関する映画賞
- 新人監督作品賞
- 児童映画賞

### 個人賞・技術賞
| - 監督賞 - 主演男優賞 - 主演女優賞 - 助演男優賞 - 助演女優賞 - 男性子役賞 - 女性子役賞 - コメディアン賞 - 音楽監督賞 - 作詞家賞 - 男性プレイバックシンガー賞 - 女性プレイバックシンガー賞 | - 原案賞 - 脚本賞 - 撮影賞 - 編集賞 - 音響賞 - 振付賞 - 美術監督賞 - アクション振付賞 - メイクアップアーティスト賞 - 衣裳デザイナー賞 - テルグ語映画書籍賞 - 審査員特別賞 - 特別賞 |

## 授賞式
- 第1回 - 2025年